# Natalia Vega
Natalia Vega (2 de septiembre de 1998) es una deportista estadounidense que compite en natación sincronizada. Ganó dos medallas de bronce en el Campeonato Mundial de Natación, en los años 2023 y 2024.

## Palmarés internacional
| Campeonato Mundial | Campeonato Mundial | Campeonato Mundial | Campeonato Mundial |
| Año                | Lugar              | Medalla            | Prueba             |
| ------------------ | ------------------ | ------------------ | ------------------ |
| 2023               | Fukuoka (Japón)    | Medalla de bronce  | Equipo técnico     |
| 2024               | Doha (Catar)       | Medalla de bronce  | Equipo libre       |